# Armend Alimi
Armend Alimi (cyr. Арменд Алими; ur. 11 grudnia 1987 w Kumanowie) – macedoński piłkarz grający na pozycji pomocnika, reprezentant kraju.

## Życiorys

### Kariera klubowa
Jest wychowankiem Bashkimi Kumanowo. W 2006 roku dołączył do pierwszego zespołu tego klubu. W latach 2008–2009 grał w FK Miłano. 1 sierpnia 2009 został piłkarzem chorwackiej Istry 1961. W ciągu dwóch lat gry w tym klubie zagrał w 60 meczach ligowych, w których zdobył cztery gole. Od 1 listopada 2011 do 1 stycznia 2012 pozostawał bez klubu, po czym podpisał kontrakt ze szwedzkim Örebro SK. 1 stycznia 2013 odszedł na zasadzie wolnego transferu do cypryjskiego Nea Salamina Famagusta. Pół roku później został piłkarzem innego cypryjskiego klubu Ermis Aradipu. W lidze cypryjskiej rozegrał w sumie 51 spotkań. 24 lipca 2014 powrócił do Macedonii, podpisując umowę ze Shkëndiją Tetowo. W sezonie 2017/2018 zdobył wraz z nią mistrzostwo kraju.

### Kariera reprezentacyjna
W reprezentacji Macedonii zadebiutował 9 września 2009 w przegranym 1:2 meczu z Norwegią. Do gry wszedł w 65. minucie, zmieniając Darko Tasewskiego.